# Жаравино
Жаравино — упразднённая деревня в Кадыйском районе Костромской области. Входила в состав Завражного сельского поселения. Исключена из учётных данных в 2024 году.

## География
Находится в юго-восточной части Костромской области на расстоянии приблизительно 35 км на юг по прямой от районного центра поселка Кадый.

## История
Известна была с 1872 года, когда здесь было учтено 4 двора, в 1907 году отмечено было 9 дворов.

## Население
| 2008 | 2010 | 2014 |
| ---- | ---- | ---- |
| 0    | →0   | →0   |

Постоянное население составляло 34 человека (1872 год), 37 (1897), 43 (1907), 1 в 2002 году (русские 100 %), 0 в 2022.